# Rotylenchus multicinctus
Rotylenchus multicinctus is een rondwormensoort. De wetenschappelijke naam van de soort is voor het eerst geldig gepubliceerd in 1893 door Cobb.